# Семяновка (Омская область)
Семяновка — деревня в Павлоградском районе Омской области. Входит в состав Логиновского сельского поселения.

## История
Основана в 1910 году. В 1928 году состояла из 86 хозяйств, основное население — украинцы. Центр Семяновского сельсовета Павлоградского района Омского округа Сибирского края.

## Население
| 1926 | 2010 |
| ---- | ---- |
| 465  | ↘310 |